# Japonsko na Letních olympijských hrách 1988
Japonsko se účastnilo Letní olympiády 1988 v jihokorejském Soulu. Zastupovalo ho 255 sportovců (186 mužů a 69 žen) ve 23 sportech.

## Medailisté
| Medaile | Jméno                                                                                       | Sport                   | Soutěž                        |
| ------- | ------------------------------------------------------------------------------------------- | ----------------------- | ----------------------------- |
| Zlato   | Hitoši Saitó                                                                                | Judo                    | Muži nad 95 kg                |
| Zlato   | Daiči Suzuki                                                                                | Plavání                 | Muži 100 m znak               |
| Zlato   | Takaši Kobajaši                                                                             | Zápas                   | muži, volný styl do 48 kg     |
| Zlato   | Micuru Sató                                                                                 | Zápas                   | muži, volný styl do 52 kg     |
| Stříbro | Tomoko Hasegawaová                                                                          | Sportovní střelba       | Ženy 25 m pistole (30+30 ran) |
| Stříbro | Akira Óta                                                                                   | Zápas                   | muži, volný styl do 90 kg     |
| Stříbro | Acudži Mijahara                                                                             | Zápas                   | muži, řecko-římský do 52 kg   |
| Bronz   | Jukio Iketani                                                                               | Sportovní gymnastika    | Muži prostná                  |
| Bronz   | Hirijuki Koniši Takahiro Jamada Tošiharu Sató Daisuke Nišikawa Kóiči Mizušima Jukio Iketani | Sportovní gymnastika    | Družstvo mužů                 |
| Bronz   | Šindži Hosokawa                                                                             | Judo                    | Muži do 60 kg                 |
| Bronz   | Jósuke Jamamoto                                                                             | Judo                    | Muži do 65 kg                 |
| Bronz   | Akinobu Ósako                                                                               | Judo                    | Muži do 86 kg                 |
| Bronz   | Mijako Tanakaová Mikako Kotaniová                                                           | Synchronizované plavání | Ženy dvojice                  |
| Bronz   | Mikako Kotaniová                                                                            | Synchronizované plavání | Ženy jednotlivci              |